# Museo delle culture di Basilea
Il Museo delle culture di Basilea (in tedesco: Museum der Kulturen Basel) ospita circa 300.000 oggetti e altrettante fotografie storiche ed è considerato il più grande museo etnologico della Svizzera e uno dei più grandi d'Europa. La collezione comprende pezzi provenienti dall'Europa, dall'Antico Egitto, dall'Africa, dall'Asia, dall'America precolombiana e dall'Oceania. Inaugurato nel 1917 come museo etnologico di tipo tradizionale, il fulcro del museo passò dalla trasmissione di «culture straniere» al dialogo interculturale, per cui nel 1996 cambiò il proprio nome in Museo delle culture.